# Marlon Colpaert
Marlon Colpaert, född 29 augusti 1999, är en belgisk roddare.

## Karriär
I april 2024 vid EM i Szeged tog Colpaert silver i lättvikts-singelsculler.